# Lopidium plumarium
Lopidium plumarium là một loài Rêu trong họ Hookeriaceae. Loài này được (Mitt.) Hampe mô tả khoa học đầu tiên năm 1879.